# Nenad Bijedić
Nenad Bijedić oder auch Nejat Biyediç (* 24. September 1959 in Mostar, Jugoslawien; † 15. August 2011 in Mostar, Bosnien und Herzegowina) war ein bosnischer Fußballspieler und -trainer mit türkischem Pass.

## Karriere

### Als Spieler
Bijedić spielte sieben Jahre für FK Velež Mostar, bis er 1986 zu Bursaspor wechselte. Mit 17 Toren in einer Saison für Bursaspor, ging er als torgefährlichster Spieler des Vereins in die Vereinsgeschichte ein. In den Jahren, in denen er für den Verein auflief, nannte man ihn wegen seiner guten Leistungen „Imperator“. Außerdem war er berühmt für seine Freistöße und seine harten Schüsse.
Bijedić spielte vier Spielzeiten ununterbrochen für Bursaspor und kam in 125 Spielen zum Einsatz, in denen er 41 Tore erzielte.
Darüber hinaus war er auch der erste ausländische Spieler, der Kapitän der Mannschaft wurde. Anfang der Saison 1990/91 beendete er mit 31 Jahren seine Fußballkarriere, kehrte jedoch nach den schlechten Ergebnissen von Bursaspor wieder für eine Saison zurück.

### Als Trainer
1994 kehrte Bijedić als Co-Trainer von Nevzat Güzelırmak zu Bursaspor zurück. Als Nevzat Güzelırmak wegen schlechten Ergebnissen seine Stelle bei Bursaspor kündigte, wurde Bijedić Cheftrainer des Vereins und beendete die Saison auf dem 6. Platz.
In der Saison 1995/96 sorgte Bijedić mit seinen Transfers für Aufsehen. Er besorgte Spieler wie Ivko Gançev, Elvir Baljiç, Majid Musisi oder Ercüment Şahin und erreichte erfolgreiche Ergebnisse. Als Sechstplatzierter der Spor Toto Süper Lig qualifizierte sich der Verein für den damals zum ersten Mal veranstalteten UEFA Intertoto Cup.
In der Gruppenphase besiegte man Wimbledon FC 4:0, Beitar Jerusalem mit 2:0, Sporting Charleroi 2:0 und spielte einen Unentschieden gegen den MFK Košice, somit schaffte es die Mannschaft als Erstplatzierter seiner Gruppe in die Finalrunden.
Im Achtelfinale gewann die Mannschaft mit 2:1 gegen den griechischen Erstligisten OFI Kreta und traf im Viertelfinale auf den Karlsruher SC. Die reguläre Spielzeit endete 2:2 und die Verlängerung 3:3. Nach 120 Minuten war immer noch kein Sieger bekannt, also musste das Elfmeterschießen entscheiden. Die Karlsruher entschieden das Elfmeterschießen mit 9:8 für sich und warfen Bursaspor aus dem Wettbewerb aus.
Nach seiner Zeit bei Bursaspor trainierte er viele weitere Vereine aber errang keine Erfolge mit ihnen.

## Tod
Im Jahre 2008 wurde bei Bijedić Leukämie diagnostiziert und er verließ den Fußball vorerst. Nach einer langen Pause kehrte er zurück und gründete in Zusammenarbeit mit Demirtaş Organize Sanayi Bölgesi (DOSAB) die Fußballschule DOSAB-Nejat Biyediç Futbol Akademisi.
Nachdem sein Zustand sich zunehmend verschlechterte, verließ er den Fußball wieder und wurde in der Türkei behandelt. Nach einer langen Behandlung entschied er sich zehn Tage vor seinem Tod dazu, in seine Heimat Mostar zu fliegen. Dort wohnte er mit seinem Vater in seinem eigenen Haus. Am 14. August wurde er ins Krankenhaus gebracht und starb am folgenden Tag, dem 15. August 2011. Bijedić wurde in seiner Heimatstadt Mostar begraben.